# Matthias Uhl
Matthias Uhl (* 5. Februar 1970 in Nordhausen) ist ein deutscher Historiker.

## Leben
Uhl studierte von 1990 bis 1995 Geschichtswissenschaft, Politikwissenschaft und Osteuropäische Geschichte in Halle (Saale) und Moskau. Er wurde 2000 zum Dr. phil. promoviert und wirkte bis 2005 als wissenschaftlicher Mitarbeiter am Institut für Zeitgeschichte (IfZ). Von 2005 bis 2023 war er am Deutschen Historischen Institut (DHI) in Moskau angestellt. Seit Februar 2024 ist als wissenschaftlicher Mitarbeiter im Max Weber Netzwerk Osteuropa tätig.
Seine Schwerpunkte sind die sowjetische und russische Militär- und Sicherheitspolitik sowie die Geschichte des Kalten Krieges.

## Werke

### Autorenschaft
- GRU. Die unbekannte Geschichte des sowjetisch-russischen Militärgeheimdienstes von 1918 bis heute. wbg Theiss, Freiburg 2024, ISBN 978-3-534-61012-9.
- Der Schwarze Tod : die Pest in Mitteldeutschland 1349–1683, Erfurt 2020.
- Operation „Osoawiachim“ : deutsche Raketenspezialisten in der UdSSR 1946–1958, Erfurt : Landeszentrale für Politische Bildung Thüringen, 2020, ISBN 978-3-946939-92-4.
- Die Teilung Deutschlands, Niederlage, Ost-West-Spaltung und Wiederaufbau 1945–1949, Berlin 2009, be.bra verlag, ISBN 978-3-89809-411-5.
- Krieg um Berlin? Die sowjetische Militär- und Sicherheitspolitik in der zweiten Berlin-Krise 1958 bis 1962. München 2008, ISBN 978-3-486-58542-1.
- mit Helmut Roewer, Stefan Schäfer: Lexikon der Geheimdienste im 20. Jahrhundert. Mit Organigrammen. Herbig, München 2003, ISBN 3-7766-2317-9.
- Stalins V-2, Der Technologietransfer der deutschen Fernlenkwaffentechnik in die UdSSR und der Aufbau der sowjetischen Raketenindustrie 1945 bis 1959. Bonn 2001, ISBN 3-7637-6214-0. (Dissertation).

### Herausgeberschaft
- mit Thomas Pruschwitz u. a.: Die Organisation des Massenmordes: Der Dienstkalender Heinrich Himmlers 1943–1945. Piper, München 2020, ISBN 3-492-05896-5.
- mit Vasilij Stepanowitsch Christoforow, Vladimir Gennadjewitsch Makarow: Verhört: Die Befragungen deutscher Generale und Offiziere durch die sowjetischen Geheimdienste 1945–1952 (= Veröffentlichungen des Deutschen Historischen Instituts Moskau, Band 6). De Gruyter, Berlin 2015, ISBN 978-3-11-041604-6.
- mit Henrik Eberle: Das Buch Hitler: Geheimdossier des NKWD für J.W. Stalin. Bastei Lübbe, Bergisch Gladbach 2007, ISBN 978-3-404-64219-9.
- Heinz Keßler – Honeckers politischer General. In: Hans Ehlert, Armin Wagner (Hrsg.): Genosse General! Die Militärelite der DDR in biografischen Skizzen. Ch. Links, Berlin 2003, ISBN 3-86153-312-X, S. 421–454.